# 丹麥的喬治王子 (1920年—1986年）
丹麥的喬治·瓦爾德瑪·卡爾·阿克塞爾王子（丹麥語：Prins Georg Valdemar Carl Axel af Danmark，英語：Prince Georg of Denmark；1920年4月16日—1986年9月29日）是丹麥的阿克塞爾王子和瑞典的瑪格麗特公主的長子，也是丹麥國王克裡斯蒂安九世的曾孫和丹麥的瓦爾德馬王子的孫子。挪威國王哈拉爾五世、比利時國王博杜安和阿爾貝二世的表弟、丹麥女王瑪格麗特二世的堂弟、英國女王伊麗莎白二世的表妹夫。

## 婚姻
1950年9月16日，喬治王子與英國女王伊麗莎白二世的表妹安妮·鮑斯-萊昂結婚，兩人並沒有任何子嗣。